# Little sister (September)
Little sister was de debuutsingle van de Nederlandse muziekgroep September. Die muziekgroep kende nogal wat wisselingen in de samenstelling en kwam nooit aan een elpee toe.
De A-kant Little sister was een rocknummer geschreven door de bandleden, maar met het refrein geïnspireerd door In the land of the few van Love Sculpture. De B-kant Walk on by is van Burt Bacharach en Hal David. Dat lied werd beroemd gemaakt door Dionne Warwick, maar in 2015 waren er meer dan honderd covers van bekend. Opnamen vonden plaats in de geluidsstudio van Bovema in Heemstede.
Little sister hield het drie weken uit in de tipparade van de Nederlandse top 40 zonder naar de hoofdlijst door te stoten. Toch had men er het volle vertrouwen in, want er is ook een Spaanse persing bekend.
Leo Blokhuis vond het plaatje terug voor zijn uitgebrachte verzameling 50 Jaar Nederpop Rare & Obscure.